# Bundt

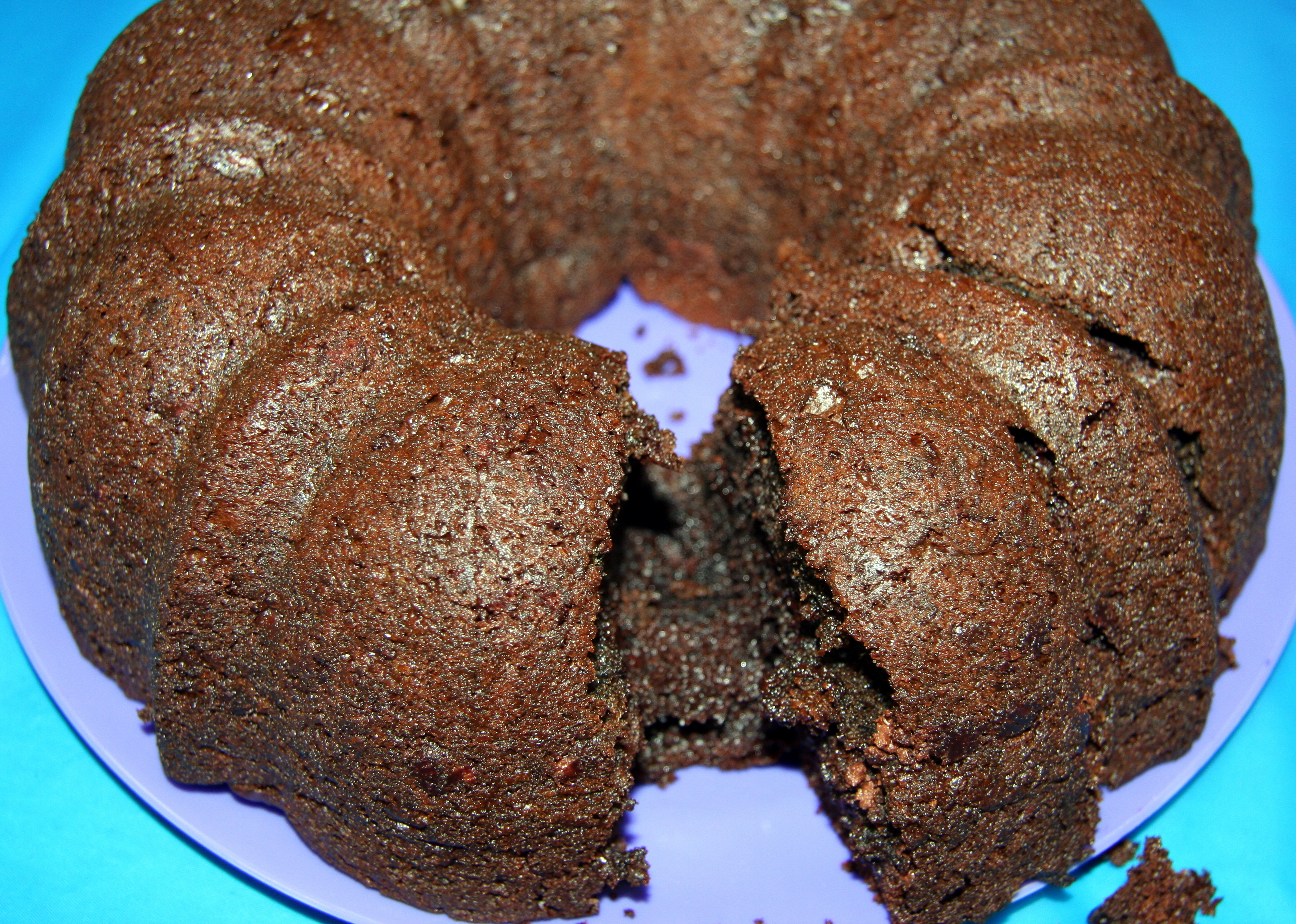
Bolo bundt de chocolate, fatiado

Um bolo bundt é um bolo assado em uma forma bundt, assumindo uma forma anelar.
Sugere-se que o nome "bundt" é derivado do Bundkuchen alemão (que é chamado no sul da Alemanha e Áustria por Gugelhupf, e na Suíça por Gugelhopf), que é um bolo em formato de anel.

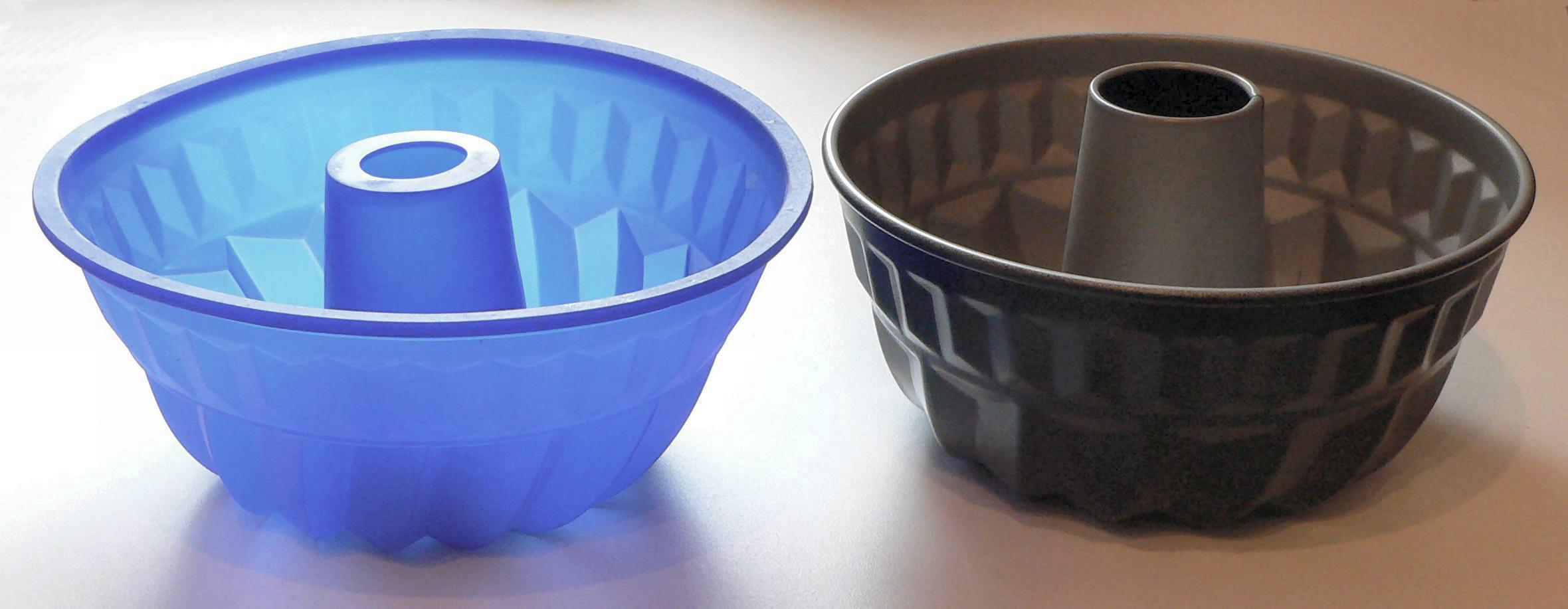
Forma bundt